# Dorman Long
Dorman Long, heute Dorman Long Technology, produziert und betreibt spezielle Geräte und Vorrichtungen für den Bau von Brücken, Talsperren, Raffinerien, Kraftwerken, Offshore-Anlagen und anderer großer Bauwerke. Dorman Long hat seinen Sitz in Higham Ferrers, Northamptonshire, England, ist international tätig und hat Niederlassungen in der Volksrepublik China und Indien.

## Geschichte
Das Unternehmen wurde 1875 als Dorman Long & Co. Ltd. in Middlesbrough gegründet, als Arthur Dorman und Albert de Lande Long die West March Iron Works erwarben, einen Hersteller von Eisenprofilen und Blechen für den Schiff- und Ingenieurbau. Ab 1880 erzeugte das Unternehmen Stahl im Thomas-Gilchrist-Verfahren. Nach Erweiterungen der Produktion und Übernahmen verschiedener anderer Unternehmen war Dorman Long im Jahr 1914 eines der größten britischen Stahlunternehmen mit Hochöfen und Walzwerken, in denen rund 20.000 Mitarbeiter Stahl und praktisch alle Arten von Profilen, Blechen und Drähten produzierten.
Anfang der 1920er Jahre wurden die Geschäftstätigkeiten auf den Brückenbau ausgedehnt. Der Bau der Sydney Harbour Bridge von 1923 bis 1932 war das erste einer Reihe großer Brückenbauprojekte.
1951 wurde das Unternehmen zum ersten Mal verstaatlicht, aber 1954 wieder privatisiert. 1967 wurde es zum zweiten Mal verstaatlicht und in die British Steel eingebracht. Während des Niedergangs der Stahlproduktion in Großbritannien konzentrierte sich das Unternehmen mehr und mehr auf den Bau von Brücken und anderer großer Tragwerke.
Der ingenieurtechnische Teil dieses Geschäfts wurde 1982 als Redpath Dorman Long an den Mischkonzern Trafalgar House veräußert, der ihn 1990 mit dessen langjährigem Brückenbaukonkurrenten Cleveland Bridge & Engineering Co. zur Cleveland Structural Engineering fusionierte. Nach der Übernahme 1996 von Trafalgar House durch den norwegischen Konzern Kværner ASA wurde das Unternehmen in Kvaerner Cleveland Bridge umbenannt. Als der Brückenbaubetrieb 2000 durch einen Management-Buy-out verselbständigt wurde, wurde der ingenieurtechnische Teil zusammen mit einem anderen Ingenieurbüro und einem Hersteller von Schwerlastkranen als Dorman Long Technologies etabliert.

## Brückenbau
Einige der von Dorman Long gebauten Brücken sind:
| Brücke                                     | Ort                                   | Jahr der Fertigstellung | Bemerkungen |
| ------------------------------------------ | ------------------------------------- | ----------------------- | --- |
| Alte Omdurman-Brücke                       | Al-Chartum, Sudan                     | 1926                    | über den Weißen Nil |
| Desouk-Eisenbahnbrücke                     | Disuk, Ägypten                        | 1927                    | über den Rosetta-Arm des Nils                                                                                                 |
| Tyne Bridge                                | Newcastle upon Tyne, England          | 1928                    | |
| Alfred-Beit-Brücke                         | Beitbridge, Simbabwe                  | 1929                    | über den Limpopo |
| Sydney Harbour Bridge                      | Sydney, Australien                    | 1932                    | |
| Grafton Bridge                             | Grafton (New South Wales), Australien | 1932                    | |
| Lambeth Bridge                             | London, England                       | 1932                    | |
| Phra-Phutthayotfa-Brücke (Memorial Bridge) | Bangkok, Thailand                     | 1932                    | |
| Kasr El Nil-Brücke                         | Kairo, Ägypten                        | 1933                    | ursprünglich Khedive-Ismail-Brücke                                                                                            |
| Tees Newport Bridge                        | Middlesbrough, England                | 1934                    | |
| Birchenough Bridge                         | Simbabwe                              | 1935                    | über den Fluss Save |
| Storstrømsbroen                            | Dänemark                              | 1937                    | zwischen den Inseln Falster und Masnedø                                                                                       |
| Qiantang-Jiang-Brücke                      | Hangzhou, Zhejiang, Republik China    | 1937                    | über den Qiantang-Fluss |
| Auckland Harbour Bridge                    | Auckland City, Neuseeland             | 1959                    | zusammen mit Cleveland Bridge & Engineering Co.                                                                               |
| Silver Jubilee Bridge                      | Runcorn, England                      | 1961                    | über den River Mersey |
| Ayub Bridge                                | Sukkur, Pakistan                      | 1962                    | über einen Indus-Arm |
| Tsing-Ma-Brücke                            | Hongkong                              | 1997                    | in der von Trafalgar House fusionierten Cleveland Structural Engineering, in Joint Venture mit Costain Group und Mitsui Group |
| Shibanpo-Jangtse-Brücke                    | Chongqing                             | 2006                    | Einheben des 108 m langen stählernen Mittelteils in die 330 m weite Öffnung                                                   |